# Szukcinát-dehidrogenáz
A szukcinát-dehidrogenáz (SDH), más néven szukcinát-koenzim Q oxidoreduktáz (SQR) vagy II. légzési komplex enzimkomplex, mely sok baktériumban és az eukarióták mitokondriumának belső membránjában van. Ez a citromsavciklusban és az elektrontranszportláncban is részt vevő egyetlen enzim. Hisztokémiai elemzések alapján az izom magas szukcinát-dehidrogenáz-tartalma sok mitokondriumot és nagy oxidatív potenciált jelent.
A citromsavciklus 6. lépésében az SQR a szukcinát fumaráttá való oxidációját katalizálja az ubikinon ubikinollá való redukciójával. Ez a mitokondrium belső membránjában történik a két reakció összekapcsolásával.

## Szerkezet

A szukcinát-dehidrogenáz alegységei. Az SdhA zölddel, az SdhB kékkel, az SdhC fuksziával, az SdhD sárgával jelölve.

### Alegységek
A mitokondriális és sok bakteriális SQR 4 eltérő szerkezetű alegységből áll, ebből 2 hidrofil, 2 hidrofób. Az első 2 alegység, egy flavoprotein (SdhA) és egy vas-kén fehérje (SdhB) hidrofil fejet alkotnak, ahol a katalízis történik. Az SdhA kovalensen kötött flavin-adenin-dinukleotid (FAD) kofaktort tartalmaz a szukcinát kötőhelyével, az SdhB 3 vas-kén csoportot tartalmaz: egy [2Fe-2S], egy [4Fe-4S] és egy [3Fe-4S]-t. A másik két egység, az SdhC és az SdhD hidrofób membránrögzítő alegységek. A humán mitokondriumban két SdhA-izoforma van (I-es és II-es típusú Fp alegység), ezeket az Ascaris suum és a Caenorhabditis elegans is tartalmazza. Az egységek membránkötött citokróm b-komplexet alkotnak 6 transzmembrán hélixszel, mely egy hem b-t és egy ubikinonkötő helyet tartalmaznak. 2 foszfolipid-molekula, egy kardiolipin és egy foszfatidiletanolamin is található az SdhC és D egységekben (ezek a képen nincsenek). Céljuk a hem b alatti hidrofób térrész elfoglalása. Ezen alegységek láthatók a képen.

#### Alegységek táblázata
| Sorszám | Név  | Humán fehérje | Fehérje leírása a UniProton                                              | Humán fehérje Pfam-családja |
| ------- | ---- | ------------- | ------------------------------------------------------------------------ | --------------------------- |
| 1       | SdhA | SDHA_HUMAN    | Szukcinát-dehidrogenáz [ubikinon] mitokondriális flavoprotein alegység   | Pfam PF00890, Pfam PF02910  |
| 2       | SdhB | SDHB_HUMAN    | Szukcinát-dehidrogenáz [ubikinon] mitokondriális vas-kén alegység        | Pfam PF13085, Pfam PF13183  |
| 3       | SdhC | C560_HUMAN    | Szukcinát-dehidrogenáz mitokondriális citokróm b560 alegység             | Pfam PF01127                |
| 4       | SdhD | DHSD_HUMAN    | Szukcinát-dehidrogenáz [ubikinon] mitokondriális citokróm b kis alegység | Pfam PF05328                |

### Ubikinonkötő hely
Két elkülönülő ubikinonkötő hely található az emlős SDH-n: a mátrixproximális QP és a mátrixdisztális QD. Az ubikinon felé nagyobb affinitást mutató QP az SdhB, C és D alkotta résben vannak. Az ubikinont a B egység His207, a C egység Ser27 és Arg31 és a D egység Tyr83 láncai stabilizálják. Ezt a C egység Ile28 és a B egység Pro160 aminosava veszi körül. Ezek a maradékok, akár a B egység Ile209, a Trp163 és Trp164, valamint a C egység Ser27 (C atom) aminosavai, együtt a hidrofób részt alkotják. Az intermembrán térhez közelebbi QD csak az SdhD-ből áll, és kisebb az ubikinonhoz az affinitása.

### Szukcinátkötő hely
Az SdhA tartalmazza a szukcinát kötőhelyét. A Thr254, His354 és Arg399 oldalláncok stabilizálják a molekulát, a FAD ezt oxidálja, az elektronokat a [2Fe-2S] vas-kén csoporthoz viszi.

### Redoxiközpontok
A szukcinát- és az ubikinonkötő helyet redoxiközpontok lánca köti össze, beleértve a FAD- és a vas-kén csoportokat. E lánc az enzimmonomerben több mint 40 Å-ös. Minden központközi él-él távolság kisebb a feltételezett 14 Å-ös határnál a fiziológiás elektrontranszferhez.

## Keletkezés és érés
A humán mitokondriális SDH egységei a sejtmagban kódoltatnak. Transzláció után az SDHA apoproteinként a mitokondriális mátrixba kerül. Ezután kovalensen kapcsolódik a FAD-hoz (kovalens flaviniláció). Ezt a szukcinát-dehidrogenáz-összeáilító faktor 2 (SDHAF2, élesztőben Sdh5, baktériumban SdhE) és egyes citromsavciklus-intermedierek katalizálják. A fumarát stimulálja leginkább az SDHA kovalens flavinilációját. A baktériumrendszer tanulmányozásával kiderült, hogy a FAD-kötés kinon:metid intermediert tartalmaz. A mitokondriális (de nem a bakteriális) előállításban az SDHA egy második faktorral, az SDHAF4-gyel (élesztőben Sdh8) is kölcsönhat a végső komplexbe lépés előtt.
Az SDHB alegység Fe–S prosztetikus csoportjait a mitokondriális mátrixban az ISU fehérjekomplex hozza létre. Ez feltehetően képes a vas-kén csoportok SDHB-be helyezésére annak érése során. Tanulmányok szerint ez az SDHA-SDHB dimerképzés előtt történik. Ez a ciszteinek redukcióját igényli az SDHB aktív helyében. Mindkét redukált ciszteinszármazék és a már bekerült Fe-S csoportok érzékenyek a ROS általi károsodásra. 2 további SDH-képző faktor, az SDHAF1 (élesztőben Sdh6) és az SDHAF3 (Sdh7) kapcsolatban állhat az SDHB érésével az alegység vagy a dimer sérülésétől való védelemben.
Az SDHC és SDHD elemekből álló hidrofób rögzítőrész összeállása ismeretlen, különösen a hem b bekerülésének és funkciójának terén. A hem b nem szerepel az elektrontranszportláncban a II. komplexben. Ez feltehetően a rögzítés stabilitását növeli.

## Működés

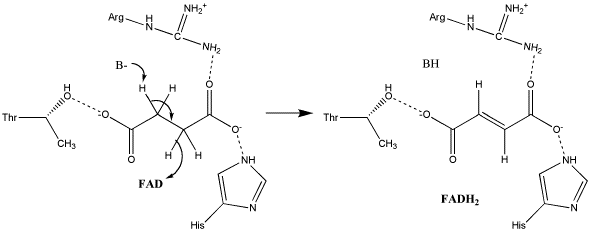
E2 szukcinátoxidáció.

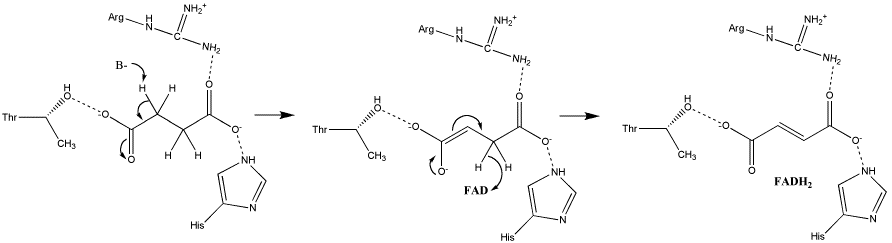
E1cb szukcinátoxidáció.

### Szukcinátoxidáció
Sok ismeret van a szukcinátoxidációs mechanizmusról, mely egy fehérje és egy proton átvitelét tartalmazza. Mutagenezis és szerkezeti analízis révén kiderült, hogy a protont az SDHA Arg-286 (E. coli) szállítja. Több élőlény enzimjeinek kristályszerkezetét elemezve kiderült, hogy ez a protontranszferhez megfelelő. Így két eliminációs mechanizmus lehetséges: az E2 és az E1cb. Az E2 mechanizmus összehangolt. A bázikus kofaktor deprotonálja az α-szénatomot, a FAD a β-ról hidrogént vesz fel, így a szukcinát fumaráttá válik. Az E1cb-ben enolát intermedier képződik, mielőtt a FAD felveszi a hidrogént. További kutatás szükséges annak megismeréséhez, mely mechanizmus megy végbe. A már csak gyengén az aktív helyhez kapcsolódó fumarát kilép a fehérjéből.

### Elektronalagút
Miután az elektronokat a FAD felveszi, a [Fe-S] csoportokon át halad a [3Fe-4S] csoportig. Ezen elektronok egy ubikinonra kerülnek át.

### Ubikinonredukció

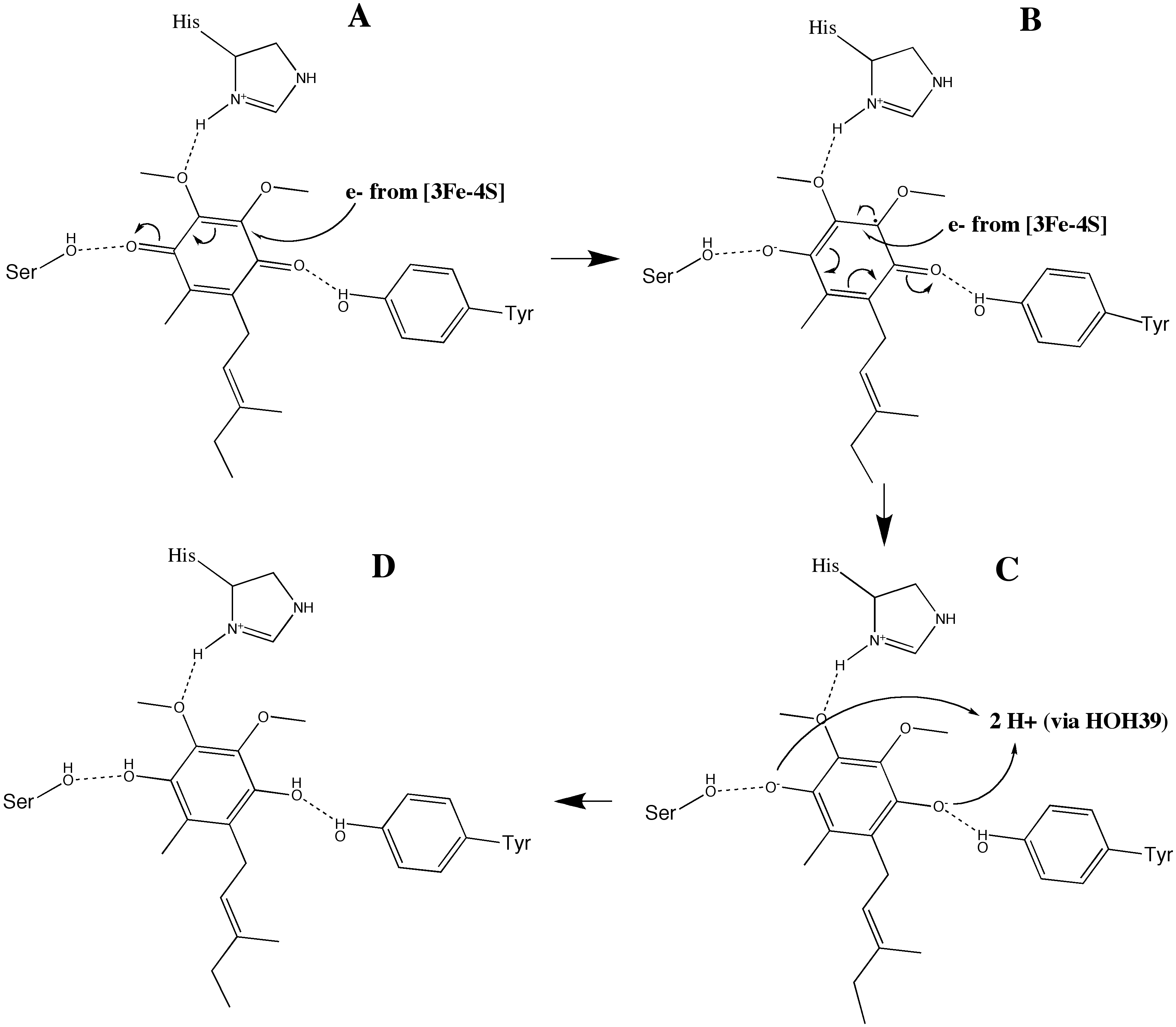
Ubikinonredukció.

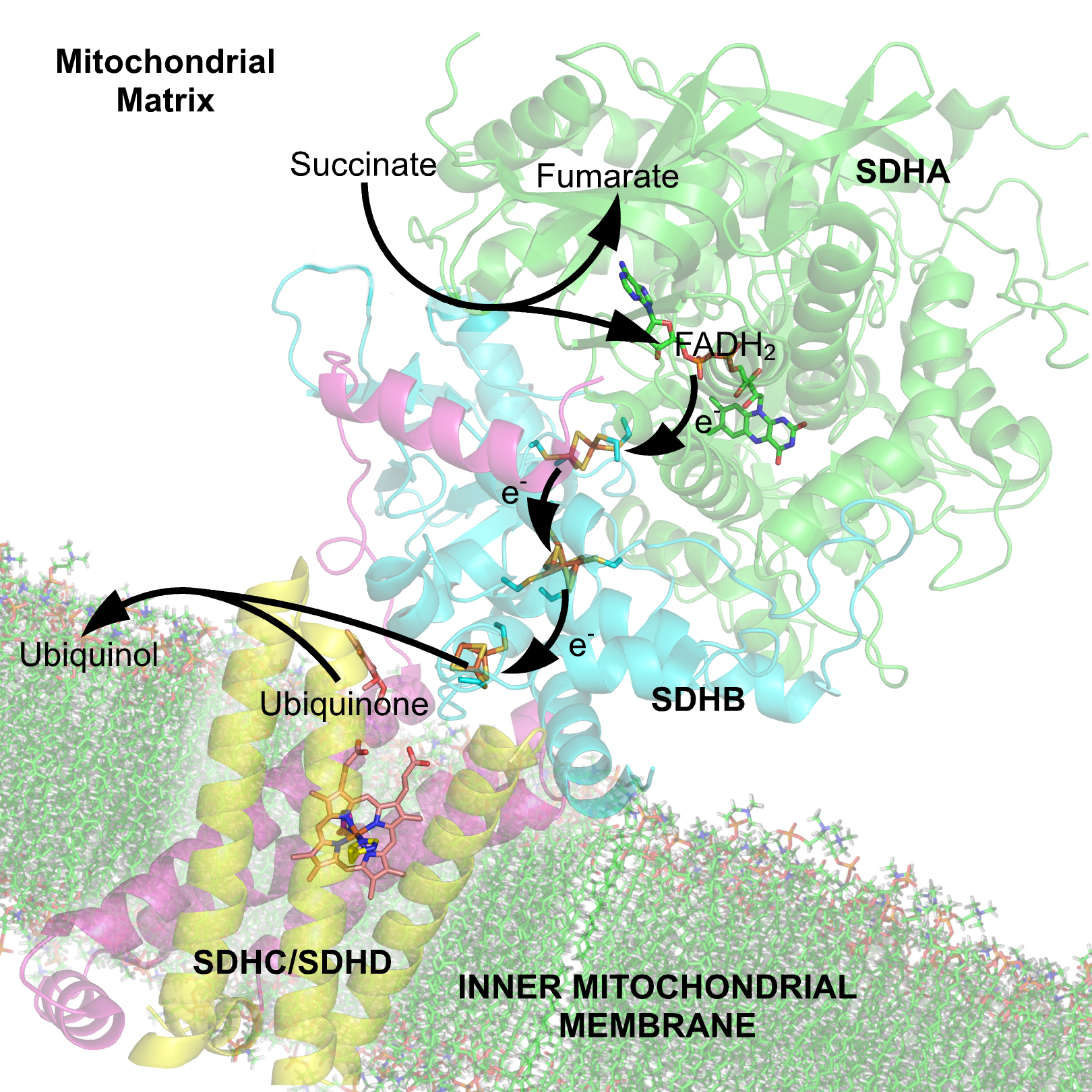
Az SQR komplex elektronhordozói: FADH_{2}, vas-kén központok, hem b és ubikinon.

Az ubikinon O1 karbonilcsoportjának oxigénatomja az aktív hely felé fordul a D alegység Tyr83 aminosavához való hidrogénkötéssel. A [3Fe-4S] vas-kén csoporton lévő elektronok az ubikinon átfordulását okozzák. Ez újabb hidrogénkötést tesz lehetővé az O4 karbonilcsoport és a C alegység Ser27 aminosava közt. Az első egyelektronos redukció után szemikinon keletkezik, a második elektron a [3Fe-4S] csoportról jön az ubikinon ubikinollá való teljes redukciójához.

### Hem prosztetikus csoport
Bár a hem funkciója a szukcinát-dehidrogenázban még ismeretlen, egyes tanulmányok szerint az ubikinonhoz érkező első elektron váltakozhat a hem és az ubikinon közt. Így a hem elektrontárolóként működhet, szerepe az intermedier oxigénnel való reaktív oxigéngyököket (ROS) képző reakciójának akadályozása.
Feltehetően egy kapumechanzimus akadályozhatja meg az elektronok [3Fe-4S] csoportból közvetlenül a hemre való jutását. Feltehetően ennek oka a közvetlenül a csoport és a hem közti His207. A B alegység His207 aminosava a [3Fe-4S] csoport, a kötött ubikinon és a hem közvetlen közelében van, és az ezek közti elektronáramlást befolyásolhatja.

### Protontranszfer
A kinon teljes redukciójához 2 elektron és 2 proton kell. Feltehetően egy vízmolekula (HOH39) kötődik az aktív helyhez, amit a B alegység His207, a C alegység Arg31 és a D alegység Asp82 aminosava koordinál. A szemikinont a HOH39 protonjai protonálják, teljesítve az ubikinon ubikinollá redukcióját. A His207 és az Asp82 könnyítik meg legnagyobb valószínűséggel a folyamatot. Más tanulmányok szerint a D alegység Tyr83 aminosava egy közeli hisztidinhez és az ubikinon O1 oxigénjéhez kapcsolódik. A hisztidin csökkenti a tirozin pKa-ját, megkönnyítve a proton redukált ubikinon-intermediernek való átadását.

## Inhibitorok
2 szukcinát-dehidrogenáz-inhibitor- (SDHI) típus van: a szukcinát és az ubikinon helyére kötők. Utóbbiak például a karboxin és a tenoiltrifluoraceton. Szukcinátanalóg inhibitorok például a malonát és a citromsavciklusban lévő anyagok, a malát és az oxálacetát. Az oxálacetát a II. komplex egyik legerősebb gátlója. Nem teljesen ismert, miért gátolják a citromsavciklusban szereplő anyagok a II. komplexet, de ez védhet a fordított elektrontranszfer mediálta szuperoxid-termeléssel szemben. Az atpenin 5a erős ubikinonanalóg II. komplex-gátló.
Az ubikinonszerű gátlókat fungicidként használták az 1960-as évek óta. A karboxint bazídiumos gombák, például Puccinia és Rhizoctonia fertőzései ellen használták. Újabban más, szélesebb spektrumú vegyületeket használnak, például boszkalidot, fluopirámot, fluxapiroxádot, pidiflumetofent és szedaxánt. Néhány, a mezőgazdaságban fontos gomba nem érzékeny az újabb ubikinonszerű inhibitorokra.
A FRAC-nak van munkacsoportja az SDHI-kről és javasolja az ellenállás-kezelést.

## Szerepe betegségekben
A szukcinát-koenzim Q-reduktáz fontossága az elektrontranszferláncban szükségessé teszi a legtöbb többsejtű számára, ennek eltávolítása embrióállapotban halálos.
- Az SdhA-mutációk Leigh-szindrómát, mitokondriális enkefalopátiát és látóideg-atrófiát okoznak.
- Az SdhB-mutációk krómaffin sejtek tumorogenezisét okozzák, ennek következményei szukcinát-dehidrogenáz-hiányos tumorok, például örökletes paraganglióma vagy feokromocitóma, szukcinát-dehidrogenáz-hiányos veserák és gyomor-bél stromatumor (GIST).[20] Ezek jellemzően rosszindulatúak. Rövidebb élettartamot és nagyobb szuperoxid-termelést is okozhatnak ezek.
- Az SdhC-mutációk csökkent élettartamot, nagyobb szuperoxid-termelést, örökletes paragangliómát vagy feokromocitómát okoznak. Ezek jellemzően jóindulatúak, és az ilyen mutációk ritkák.
- Az SdhD-mutációk örökletes paragangliómát és feokromocitómát okoznak. Ezek jellemzően jóindulatúak, és a fej és nyak körül fordulnak elő. Ezek csökkenthetik az élettartamot és növelhetik a szuperoxid-termelést.

Az emlős szukcinát-dehidrogenáz nemcsak a mitokondriális energiatermelésben, hanem az oxigénsensingben és a tumorszupresszióban is részt vesznek, ezért kutatások folynak e téren.
Az alacsony SDH-szintek post mortem észrevehetők a Huntington-kóros betegek agyában, és preszimptomatikus és szimptomatikus HD-betegeknél is találkoztak vele és anyagcserezavarokkal.

## Fordítás
Ez a szócikk részben vagy egészben  a   Succinate dehydrogenase című angol Wikipédia-szócikk ezen változatának fordításán alapul.  Az eredeti cikk szerkesztőit annak laptörténete sorolja fel. Ez a jelzés csupán a megfogalmazás eredetét és a szerzői jogokat jelzi, nem szolgál a cikkben szereplő információk forrásmegjelöléseként.